# Resolució 1947 del Consell de Seguretat de les Nacions Unides
La Resolució 1947 del Consell de Seguretat de les Nacions Unides fou adoptada per unanimitat el 29 d'octubre de 2010. Després de recordar la Resolució 1645 (2005), el Consell va reafirmar el paper de la Comissió de Consolidació de la Pau de les Nacions Unides dins de l'organització.
El Consell de Seguretat va començar reafirmant la importància de la consolidació de la pau per part de les Nacions Unides i la necessitat d'un suport continuat en aquest àmbit. Reconeixia el paper de la Comissió de Consolidació de la Pau per atendre les necessitats dels països emergents dels conflictes cap a la pau.
La resolució va donar la benvinguda a una revisió de la consolidació de la pau de les Nacions Unides i es va demanar a tots els actors de les Nacions Unides que adoptessin les recomanacions contingudes en l'informe per millorar l'eficàcia de la Comissió de Consolidació de la Pau. El supoort i els recursos adequats per als esforços de construcció de pau van ser reconeguts pel Consell per fer front als reptes. S'ha indicat al Consell de Consciència de la Pau que informés sobre els progressos aconseguits en el compliment de les recomanacions contingudes en la revisió en els seus informes anuals al Consell de Seguretat.
Finalment, es va demanar una revisió més completa per cinc anys després de l'aprovació de la resolució actual.